# 府青路站
府青路站位于成都市成华区驷马桥路和府青路三段路口，是成都地铁7号线的地下岛式站台车站，于2017年12月6日启用。因临近府青路而得名。在7号线建设期间，本站曾使用工程名“八里小区站”。本站土建部分的施工方为中铁上海工程局集团市政工程有限公司。

## 车站结构

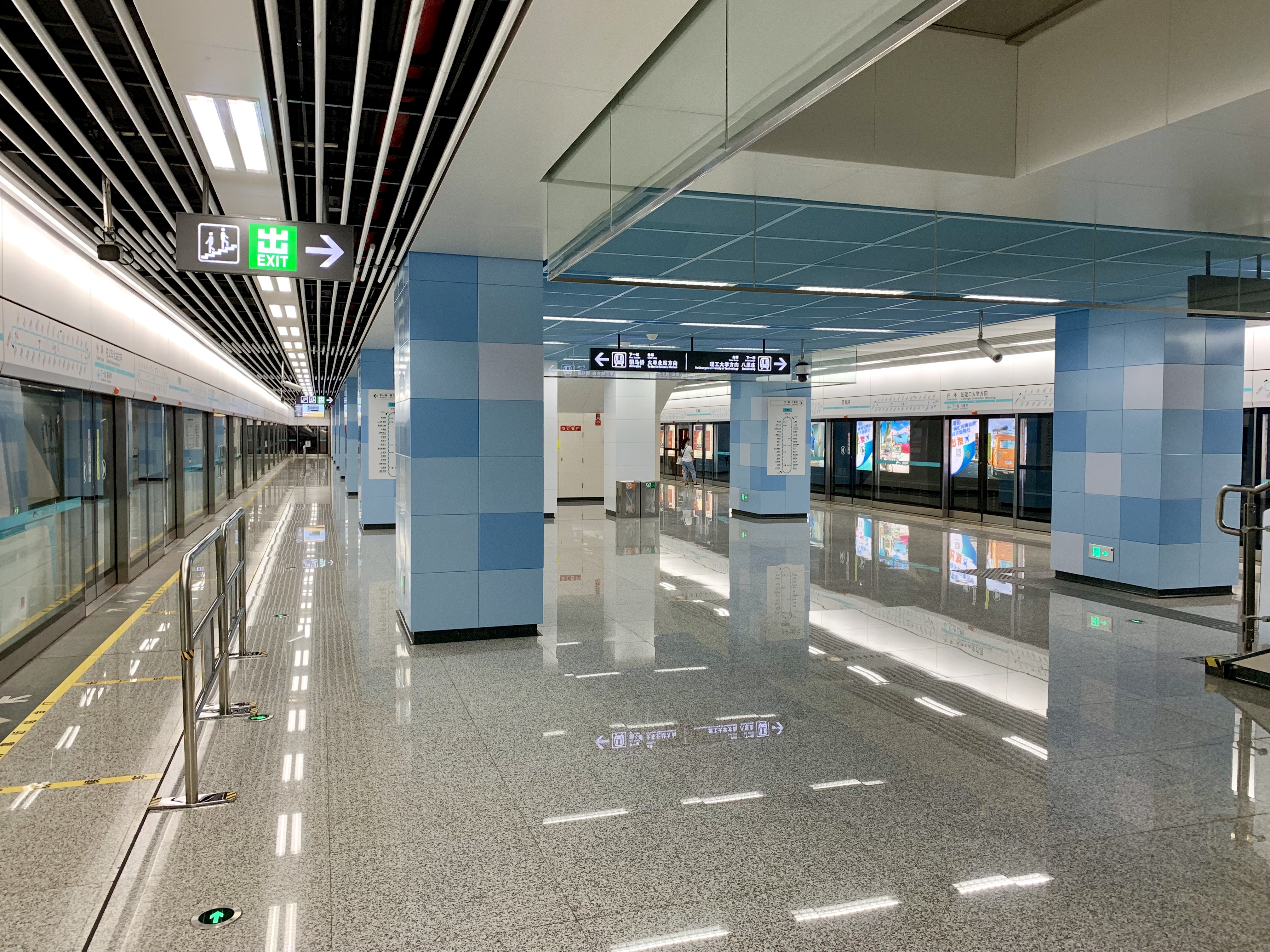
站台层
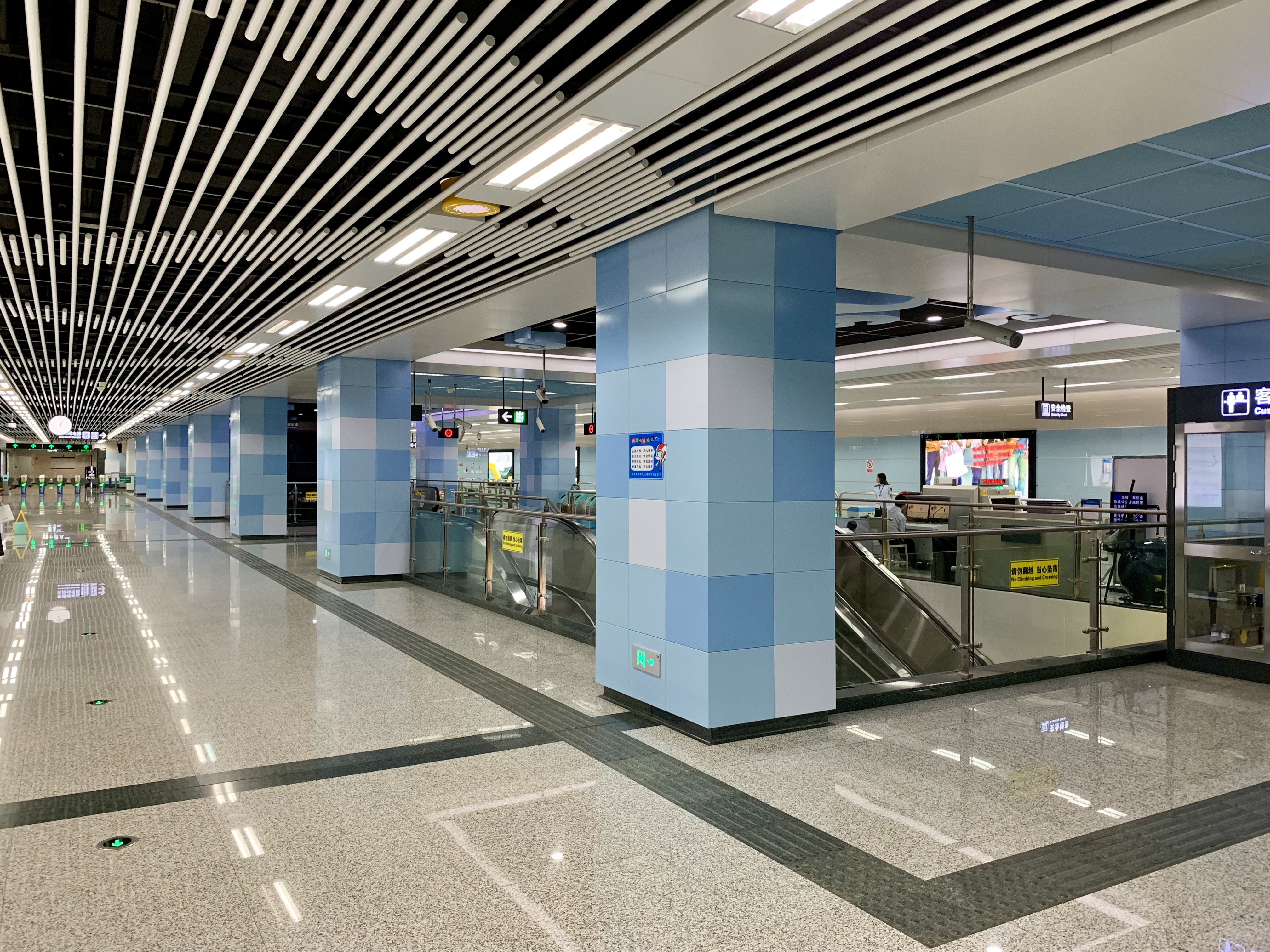
站厅层

府青路站为地下两层岛式站台车站，全长170米，总建筑面积12147平方米。
| 地面      |                              | 出入口                       |  |
| 地下 一层 | 站厅层                       | 安检、售票机、站内商店       |  |
| 地下 二层 |                              | 7号线列车外环方向 （驷马桥） |  |
| 地下 二层 | 岛式站台，左边车门将会开启   |                              |  |
| 地下 二层 | 7号线列车内环方向 （八里庄） |                              |  |

## 出入口信息
本站目前开放4个出入口。
| 出口编号     | 设施         | 地点       | 可到达目的地                       |
| ------------ | ------------ | ---------- | ---------------------------------- |
|              |              |            |                                    |
|              | 无障碍卫生间 | 驷马桥路   | 成都市汽车运输（集团）公司九分公司 |
| 出口 · B     | 无障碍电梯   | 府青路三段 | 世家东部时空、锦都馨苑             |
| 出口 · C · 2 |              | 府青路三段 | 成都市成华区第四人民医院           |
| 出口 · C · 3 |              | 驷马桥路   | 成都铁路监督管理局                 |

## 公交换乘
36路；社区巴士1054路；

## 大事记
- 2014年7月16日，车站主体结构封顶[3]。
- 2016年4月28日，车站主体结构通过验收[4]；
- 2017年12月6日，车站正式启用[1]。